# Forteresse de Gandja

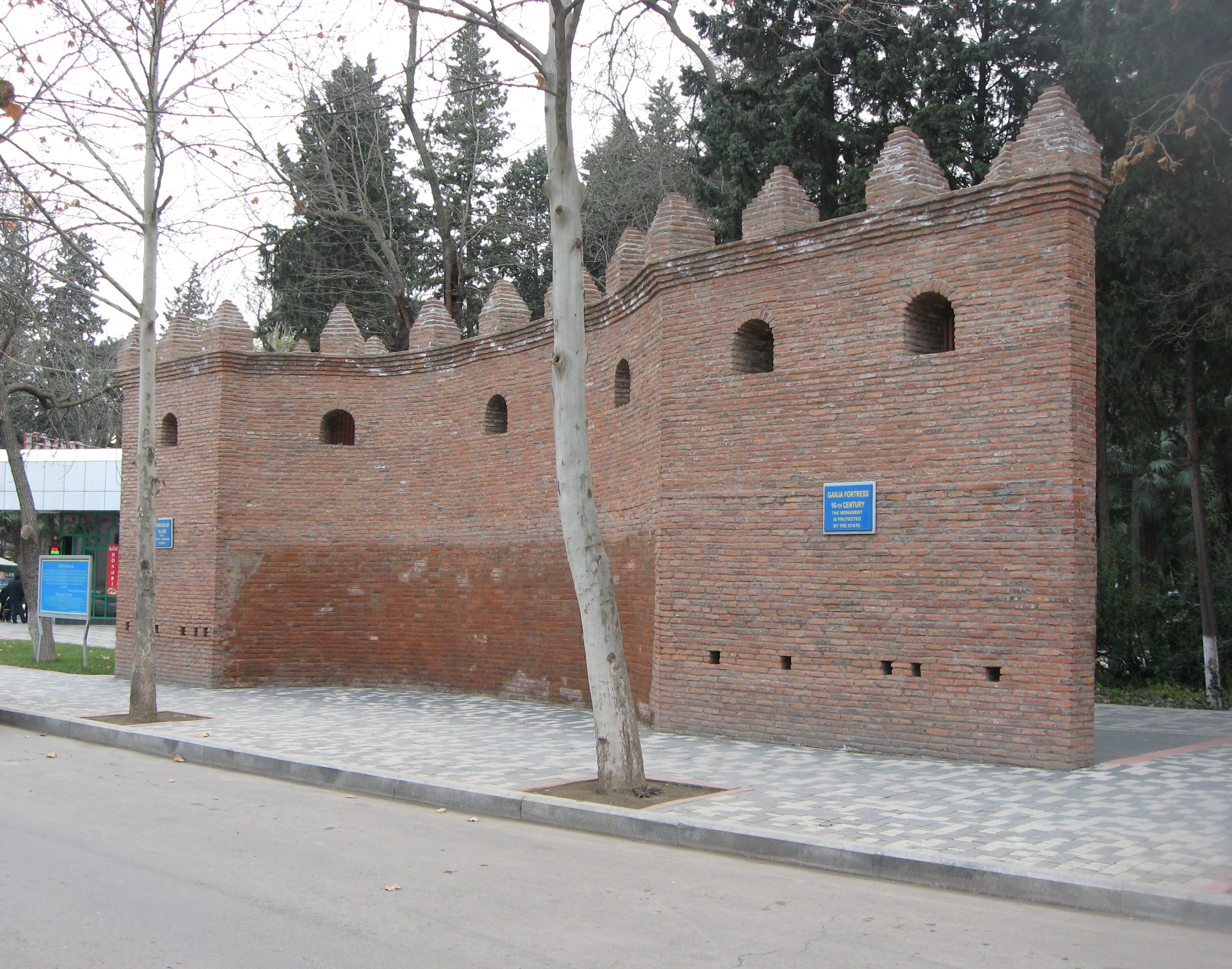

Forteresse de Gandja - est une forteresse située à Gandja, en Azerbaïdjan. Les vestiges des remparts de la forteresse sont visibles sur le territoire du plus ancien parc de la ville, le jardin de Khan et à l'entrée de la ville, le long de la rivière Gandja.

## Histoire
Farhad Pacha, qui dirigeait l'armée turque dans le Caucase, s'est rendu à Gandja, sous le contrôle des Safavides, sur l'ordre du sultan Murad III. Gandja fut capturé le 1er septembre 1588. Après avoir pris Gandja, le 3 septembre 1588, Farhad Pacha ordonna la construction du château à 7 ou 8 kilomètres de la ville. Environ quarante jours plus tard, le château a été construit avec une longueur de 2,3 km et une hauteur de 6 m et une épaisseur de 1,8 m. Il a été construit dans une zone plate et a été construit sur la rive gauche de la rivière Gandja. Gandja, divisée en 4 parties avec la forteresse du XVIe siècle, se composait de quatre parties: ville extérieure, Chahristan, Itchgala et Naringala.
En 1868, lorsque Gandja devint le centre régional du Caucase, l'architecte Ignati Kchichtalovitch prépara un nouveau plan directeur pour la ville. Après le plan directeur approuvé en 1873 par Alexandre II, les murs de la forteresse ont été démolis et des quartiers de style européen ont été construits. À l'heure actuelle, une très petite partie de la forteresse de Gandja, la tour Chiralibey, subsiste. En 2007, des travaux de restauration ont été effectués sur ce mur de la forteresse.

## Caractéristiques architecturales
Lors de la construction du château, certains quartiers de Gandja ont été laissés hors des murs de la forteresse. C'était la forme d'une forme polygonale inégale. Dans la construction de la forteresse, on a utilisé de la boue d'argile, des pavés et des briques rouges cuites, à l'architecture traditionnelle Gandja. Pour cette raison, ses murs au sud-ouest, au nord-ouest et au nord-est étaient solides. La longueur et la hauteur totales étaient de 13,7 km et 12 m respectivement. Au total, 30 tours de défense ont été construites à travers le mur tous les 200 à 500 mètres.

À une certaine hauteur des murs de la forteresse, des embrasures et des tours de guet ont été construits. Ils étaient importants à utiliser pour attaquer l'ennemi. À partir de ces endroits, les combattants locaux répandaient de l'huile bouillante et du lubrifiant sur leurs ennemis.

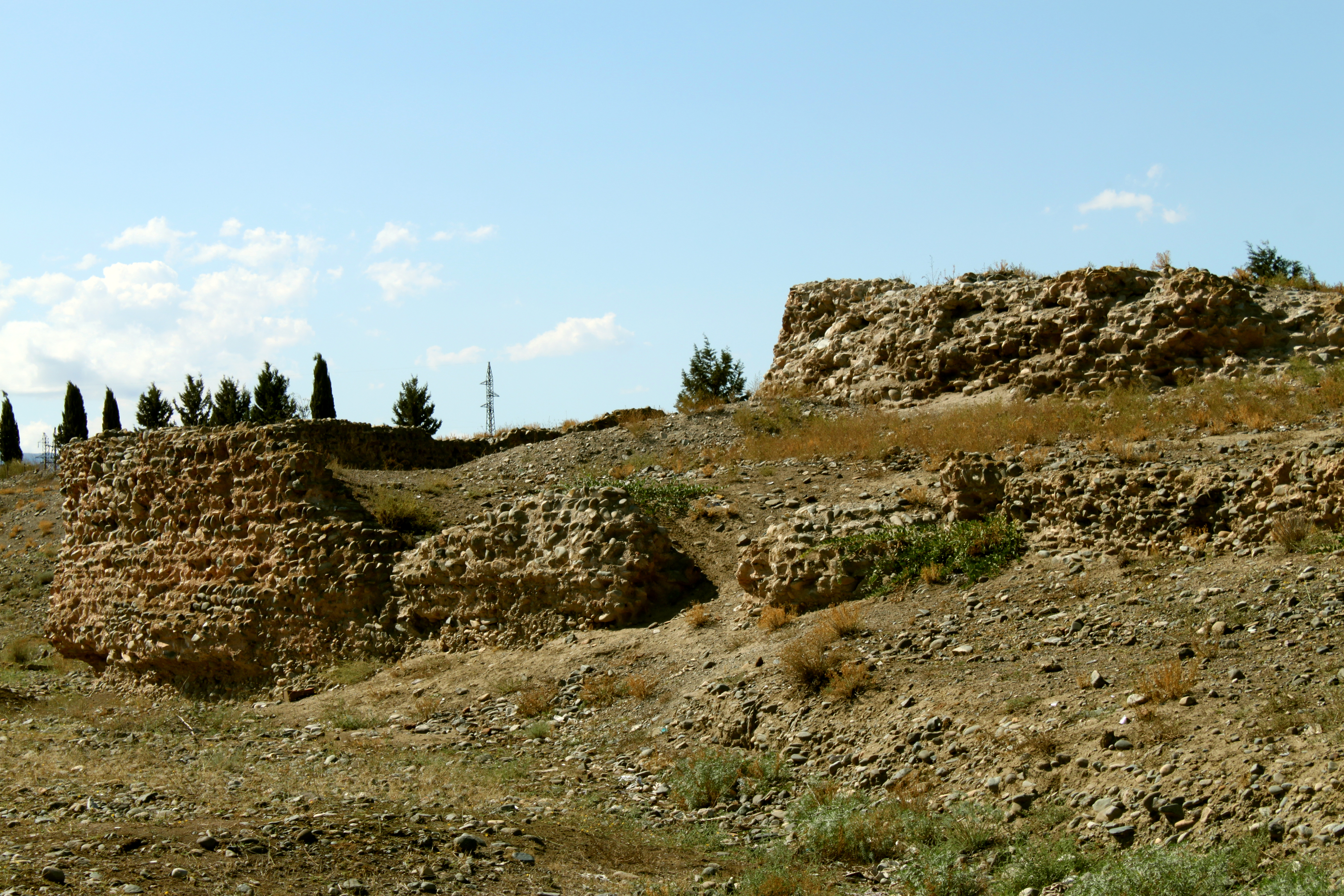
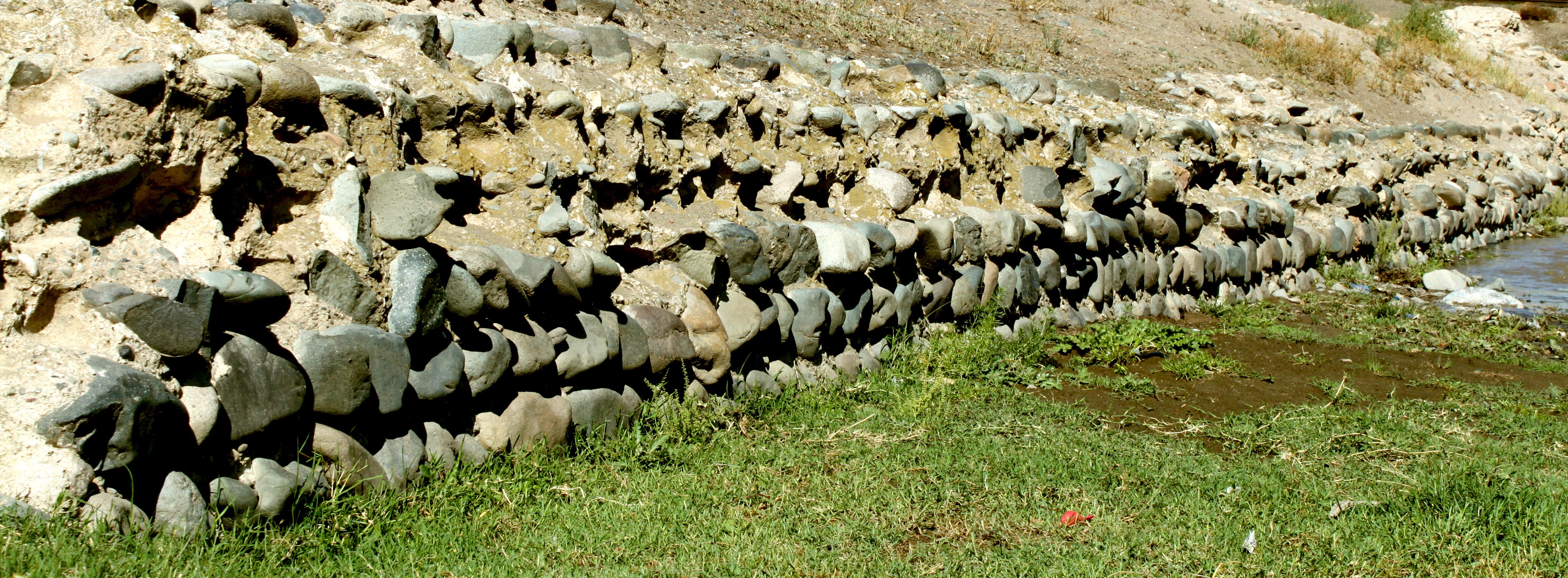
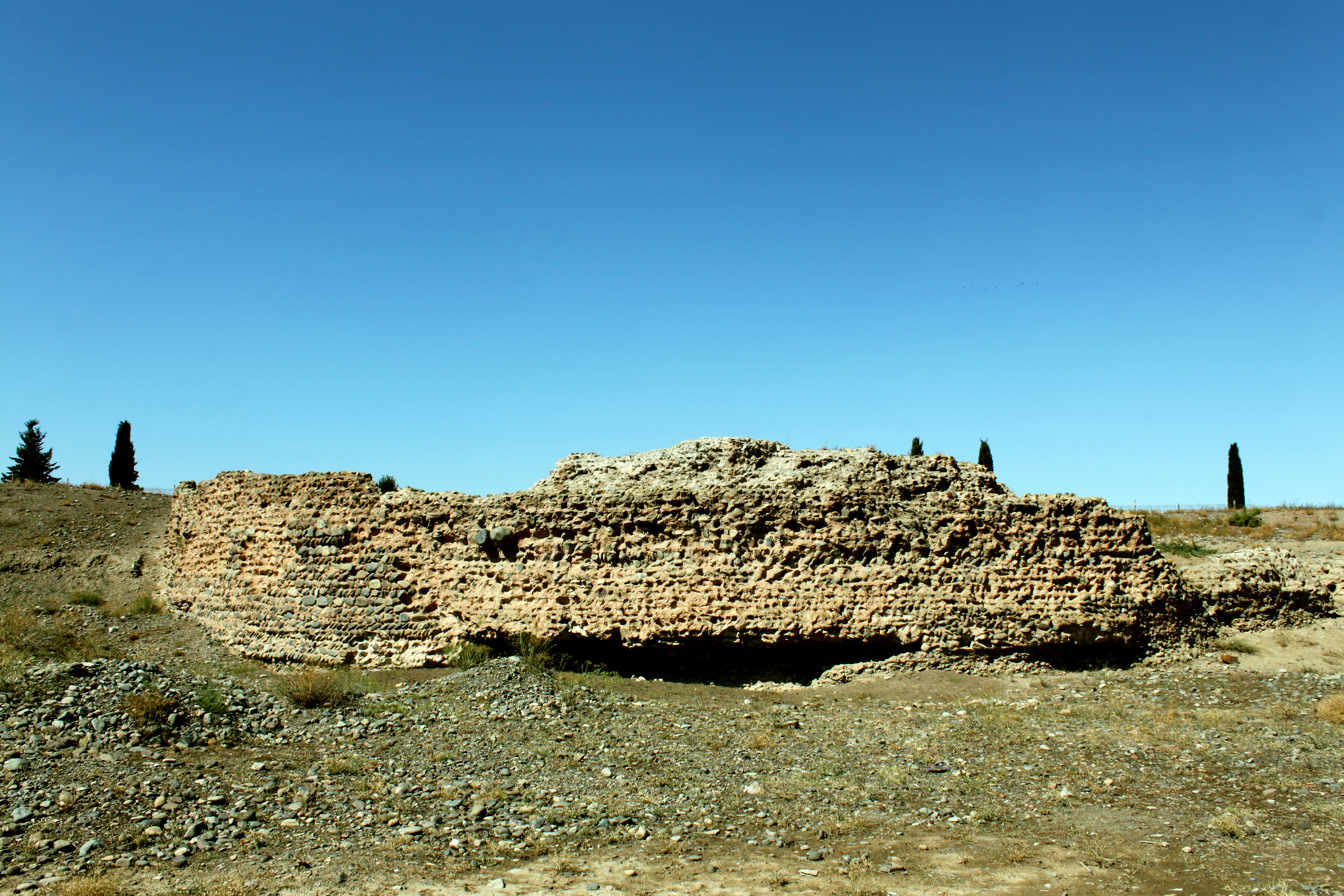
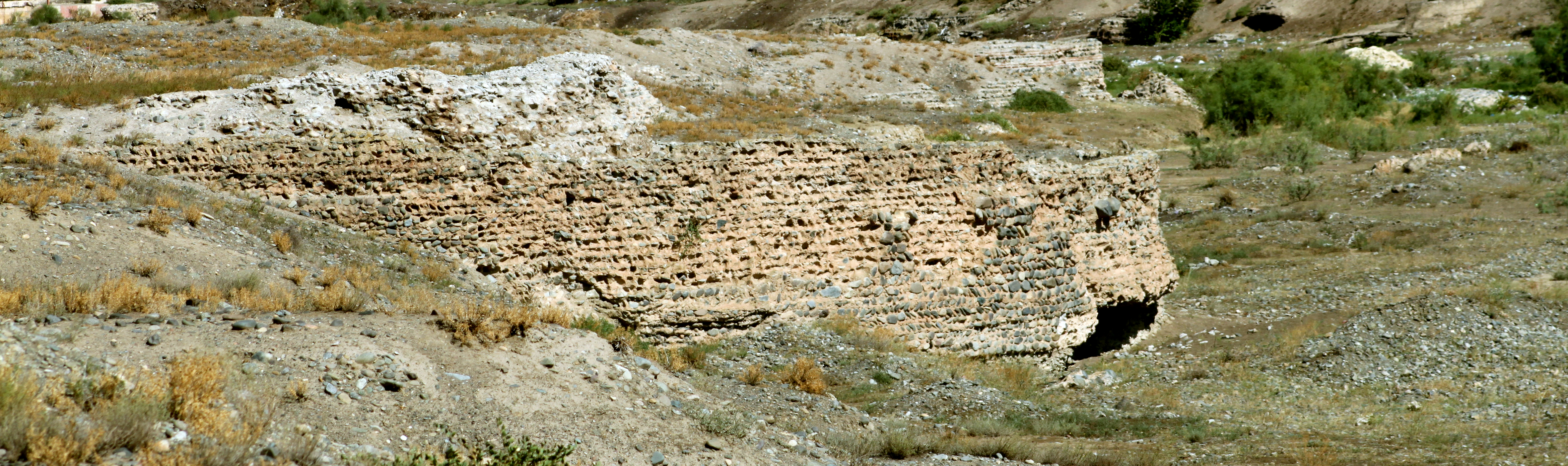